# (18360) Sachs
Pour les articles homonymes, voir Sachs.
(18360) Sachs est un astéroïde de la ceinture principale.

## Description
(18360) Sachs est un astéroïde de la ceinture principale. Il fut découvert le 10 octobre 1990 à Tautenburg par Freimut Börngen et Lutz Dieter Schmadel. Il présente une orbite caractérisée par un demi-grand axe de 2,74 UA, une excentricité de 0,19 et une inclinaison de 8,3° par rapport à l'écliptique.

## Compléments